# ペトラルカ

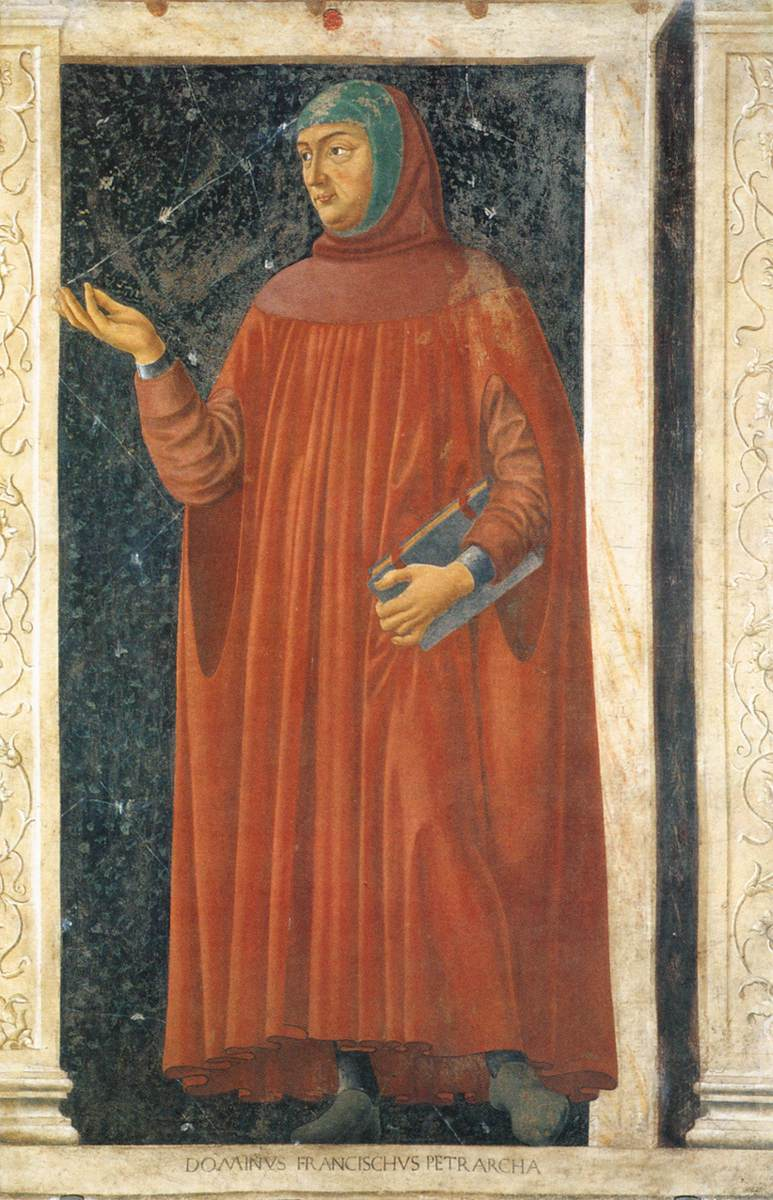
ペトラルカ

フランチェスコ・ペトラルカ（Francesco Petrarca, 1304年7月20日 - 1374年7月19日）は、イタリアの詩人・学者・人文主義者。ペトラルカは、学者としてはキケロに範を取ってラテン語の文法を整備し、また詩人としては一連の抒情詩集（カンツォニエーレ）を物した。なお、「ペトラルカ」とはラテン語式に付けた名で、本名はフランチェスコ・ペトラッコ (Francesco Petracco)。

## 生涯
中世イタリアのアレッツォ生まれ。父であるラテン系公証人セル・ペトラッコは、詩人であり政治家でもあったダンテとも政治的に繋がりのある人物である。グェルフィ党（教皇党）白派に属したが、黒派との政争に敗れ、フィレンツェを追放された亡命者であった。一家は1309年にアヴィニョンに居を移したローマ教皇クレメンス5世に従い（アヴィニョン捕囚）、1311年フランス、カルパントラに移転。
その後、モンペリエ大学（1319年 - 1323年の期間に在学）とボローニャ大学（1323年 - 1325年の期間に在学）の学生になり法学の学門を修めた。はじめは法律を専攻していたが、古典文学を好むようになりペトラルカの主要な関心は詩作などの文筆活動とラテン文学にあった。法学や法学生に反感を抱くようになった。
詩人ジョヴァンニ・ボッカッチョと友人になったのもこの頃である。ペトラルカはまた、中世にはだいぶん形の崩れていたラテン語を古代ローマの古典的作品の形式にならって純正化することを考えた。各地へ旅行して、古代の写本を熱心に研究した。
1326年に父の死を受けて、ペトラルカは教皇庁のあるアヴィニョンへ戻り、経済上の理由からジョヴァンニ・コロンナら、カトリックの聖職者のもとで書記として働いた。法学の勉強をやめていた。その後は休む暇なく執筆や読書に勤しんだ。ペトラルカは詩人また学者として名声を博し、1341年には古典古代以来初めて、ローマ国会議事堂において桂冠詩人 (poeta laureatus) の栄誉を受けた。
。
ペトラルカの作品で、もっとも知られる作品はラウラと呼ばれる女性へ捧げられた一連の恋愛抒情詩群である。これは『カンツォニエーレ』（Canzoniere, 歌の本）と題された詩集にまとめられている。1327年、アヴィニョンのある教会でペトラルカはラウラの顔を初めて見たというが、この女性についてはほとんど知られていない。ラウラが実際に誰かについては諸説あり、ラウラという名前は、ペトラルカがこの女性に与えた変名である可能性もある（恋愛詩において相手の女性を匿名にすることは古典期のラテン詩人にも類例がある）。謎の恋人とペトラルカは、実際には交際を持たなかった可能性が強い。ペトラルカとラウラはその後、会うこともなく、1348年にラウラは死亡したという。ペトラルカはその後も、ラウラを失った悲嘆を歌う詩など、ラウラへ充てた詩を書き続けた。
このほか『凱旋』（1352年）、『アフリカ』（1338年）といった壮大な叙事詩も書き残している。ペトラルカは、後半生を北イタリアを旅行しつつ、学者として過ごした。生涯結婚しなかったペトラルカであるが、3人の子をもったことが知られている。子どもたちの母親は不詳のままである。1347年と1354年、ローマの再興を図るコーラ・ディ・リエンツォのコーラ革命に期待を寄せるがコーラの失脚（処刑）で政治に失望する。1353年から8年間はミラノのヴィスコンティ家のもとに身を寄せるが、ミラノとフィレンツェは対立関係にあったため、友人ボッカッチョからも批判を受けた。1361年、ヴェネツィアへ移住する。
1367年頃、ペトラルカはパドヴァに定住し、 宗教的瞑想のうちに最後の日々を送り、1374年にアルクァのエウガニアの丘で没した。
彼のソネットはルネサンス期に注目、賞賛され、抒情詩の模範とされた。また自らの時代に無知が蔓延っているという観念の下に「暗黒時代 (Dark Ages)」という言葉を造った人物ともされている。
2003年、ペトラルカの墓に葬られていた遺体が生理解剖に付された。遺体からは、ペトラルカが同時代人に比して長身だったことが伺われる。しかし、2004年に発表されたDNA鑑定からは、葬られていた頭蓋骨がペトラルカのものでないことが明らかにされた。

## 邦訳
- ルネサンス書簡集（近藤恒一訳、岩波文庫、1989年）
- わが秘密（近藤恒一訳、岩波文庫、1996年）
- 無知について（近藤恒一訳、岩波文庫、2010年）
- ペトラルカ＝ボッカッチョ往復書簡（近藤恒一編訳、岩波文庫、2006年）
- カンツォニエーレ 俗事詩片（池田廉訳、名古屋大学出版会、1992年、新装版2022年）
- ペトラルカ 凱旋（池田廉訳、名古屋大学出版会、2004年、新装版2024年）
- ペトラルカ恋愛詩選（岩崎宗治編訳、水声社、2020年）